# Plistospilota insignis
Plistospilota insignis är en bönsyrseart som beskrevs av Wood-mason 1882. Plistospilota insignis ingår i släktet Plistospilota och familjen Mantidae. Inga underarter finns listade i Catalogue of Life.